# Azuurnekgaai
De azuurnekgaai (Cyanocorax heilprini) is een zangvogel uit de familie van de kraaien (Corvidae). Deze vogel is genoemd naar de Amerikaanse natuurwetenschappelijk onderzoeker Angelo Heilprin (1853-1907).

## Verspreiding en leefgebied
Deze soort komt voor in het noordwestelijk Amazonebekken van oostelijk Colombia, zuidelijk Venezuela en noordwestelijk Brazilië.

## Status
De grootte van de populatie is niet gekwantificeerd maar de soort wordt omschreven als vrij algemeen. Op de Rode lijst van de IUCN heeft deze soort de status niet bedreigd.